# Adel el Zabayar
Adel El Zabayar Samara (c. 1963) es un político venezolano que se desempeñó como diputado de la Asamblea Nacional para el estado Bolívar por el Partido Socialista Unido de Venezuela, (PSUV) desde 2000 hasta 2015, cuando viajó a Siria.    

## Carrera
El Zabayar se desempeñó como diputado de la Asamblea Nacional para el estado Bolívar por el Partido Socialista Unido de Venezuela. Como parlamentario integró la Comisión Permanente de Defensa y Seguridad.
También fue uno de los proponentes de la Ley de Responsabilidad Social en Radio y Televisión (Ley RESORTE) en 2003.
En 2009 Adel le escribió al presidente Hugo Chávez como presidente de la Federación de Asociaciones y Entidades Venezolano-Árabes, enviándole un informe descrito como "sumamente privado" donde informa que "en nuestra Embajada, acreditada en la República Árabe Siria, debe acabarse el tráfico de Visas que, en ocasiones, llega su precio hasta los 7.000 dólares". En la carta afirma que el gobernador del estado de As-Suwayda cobraba y otorgaba permisos a agencias de viajes con comisiones.
En marzo de 2012 El Zabayar acudió ante la Oficina de la Fiscal General Luisa Ortega Díaz para solicitar un examen psiquiátrico para el gobernador del estado Bolívar Francisco Rangel Gómez, también del Partido Socialista Unido de Venezuela. El Zabayar sostuvo que Rangel Gómez utilizaba fondos públicos para excluir y acosar a aquellos que disintiesen de él.
En 2013 decidió viajar a Siria tras recibir la noticia de que su madre había sido ingresada a terapia intensiva, pero posteriormente decidió participar en la guerra civil siria para apoyar a Bashar al-Assad, solicitando y obteniendo un "permiso indefinido" de la Asamblea Nacional para permanecer en Siria.
En 2020, a El Zabayar se le imputaron los cargos de «narcoterrorismo, importación de cocaína, y delitos relacionados con el uso y la posesión de ametralladoras y dispositivos de destrucción» en la Corte Distrito Sur de Nueva York. Las autoridades estadounidenses lo acusaron de formar parte del Cártel de los Soles, liderada por militares y altos funcionarios de Nicolás Maduro, y de servir como intermediario tanto entre los gobiernos de Maduro y de Bashar al-Assad como en el reclutamiento de miembros de Hezbollah y Hamás. Adel rechazó las acusaciones, declarando que eran falsas y que «los grandes enemigos» de Venezuela y Siria le «tuvieran arrechera», y se puso dispuesto a viajar a Estados Unidos para enfrentar a la justicia norteamericana bajo la tutela de las Naciones Unidas, y demostrar que las acusaciones son falsas.
Actualmente Adel El Zabayar preside la Federación de Asociaciones y Entidades Árabes de Venezuela.